# نقطه فریب
نقطه فریب (به انگلیسی: Deception Point) رمانی به سبک تکنو تریلر اثر نویسنده آمریکایی دن براون است.

## خلاصه داستان
رئیس‌جمهور ایالات متحده آمریکا راچل ساکستون دختر رقیب انتخاباتی‌اش را که مأمور امنیتی است را احضار می‌کند و به قطب شمال می‌فرستد تا کشف جدید ناسا را تأیید کند.
کشف ناسا یک شهاب‌سنگ است که باعث پذیرش وجود زیست فرازمینی می‌شود.
راچل پس از تأیید صحت کشف ناسا که اهمیت زیادی در رقابت انتخاباتی علیه پدرش دارد راز وحشتناکی را کشف می‌کند.